# Carcelia inusta
Carcelia inusta är en tvåvingeart som beskrevs av Louis-Paul Mesnil 1950. Carcelia inusta ingår i släktet Carcelia och familjen parasitflugor. Inga underarter finns listade i Catalogue of Life.